# Contea di Bedford (Pennsylvania)
La contea di Bedford (in inglese Bedford County) è una contea dello Stato della Pennsylvania, negli Stati Uniti. La popolazione al censimento del 2000 era di 49 984 abitanti. Il capoluogo di contea è Bedford.

## Geografia fisica
La contea si trova nella parte meridionale dello Stato, al confine con il Maryland. Si tratta di una regione montuosa situata principalmente nella provincia fisiografica  Appalachian Ridge and Valley. Altre caratteristiche topografiche includono i monti Wills, Evitts, Tussey, Polish e Dunning, oltre ai laghi Gordon, Koon e Shawnee. La contea è drenata dal Raystown Branch Juniata River e dai torrenti Yellow, Bobs, Dunning, Wills, Cove ed Evitts. Le aree naturali protette comprendono i parchi statali Blue Knob, Shawnee e Warriors Path.

### Contee confinanti
- Contea di Blair - nord
- Contea di Huntingdon - nord-est
- Contea di Fulton - est
- Contea di Allegany (Maryland) - sud
- Contea di Somerset - ovest
- Contea di Cambria - nord-ovest

## Storia
La contea fu istituita nel 1771 da parte della contea di Cumberland e prese il nome dal Forte Bedford, che a sua volta era stato così chiamato nel 1759 in onore di John Russell, quarto duca di Bedford. Bedford, capoluogo della contea, sorto sul sito del Forte Bedford, fu incorporato come borough il 13 marzo 1795.

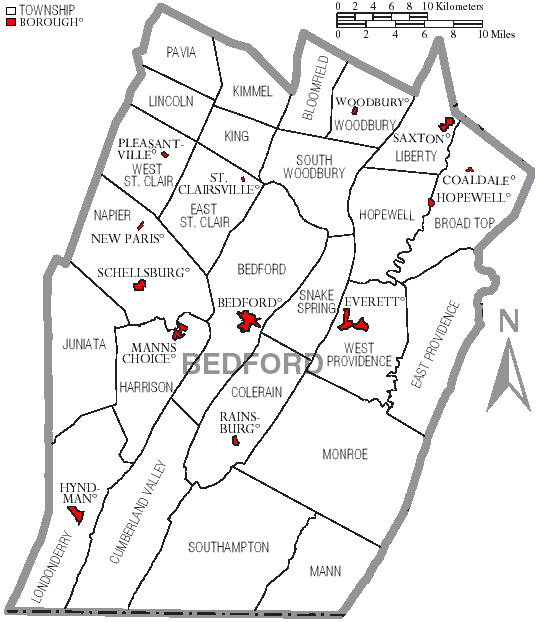
Cartina della Contea di Bedford con la suddivisione amministrativa i comuni. In rosso sono indicate city e borough, in bianco le township

## Comuni[4]
| - Bedford - borough - Bedford - township - Bloomfield - township - Broad Top - township - Colerain Township - township - Coaldale - borough - Cumberland Valley - township - East Providence - township - East St. Clair - township - Everett - borough - Harrison - township - Hopewell - township - Hopewell - borough - Hyndman - borough - Juniata - township - Kimmel - township - King - township - Liberty - township - Lincoln - township | - Londonderry - township - Mann - township - Manns Choice - borough - Monroe - township - Napier - township - New Paris - borough - Pavia - township - Pleasantville - borough - Rainsburg - borough - Saxton - borough - Schellsburg - borough - Snake Spring - township - South Woodbury - township - Southampton - township - St. Clairsville - borough - Woodbury - borough - West Providence - township - West St. Clair - township - Woodbury - township |